# Krasny prospekt (métro de Novossibirsk)
Krasny prospekt (en russe : Красный проспект et en anglais : Krasny prospekt) est une station de la ligne Leninskaïa du métro de Novossibirsk.
Mise en service en 1986, elle est desservie par les rames de la ligne Leninskaïa.

## Situation sur le réseau

Plan du métro (2017).

Établie en souterrain, la station Krasny prospekt, est une station de passage de la Ligne Leninskaïa du métro de Novossibirsk. Elle est située entre la station Gagarinskaïa, en direction du terminus nord Zaïeltsovskaïa, et la station Plochtchad Lenina, en direction du terminus sud, Plochtchad Marksa.
Elle dispose d'un quai central encadré par les deux voies de la ligne.

## Histoire
La station Krasny prospekt est mise en service le 7 janvier 1986. La station est due aux architectes V. Piterski et aux artistes céramistes V. Gratchiov.

## Services aux voyageurs

### Accès et accueil

Installations
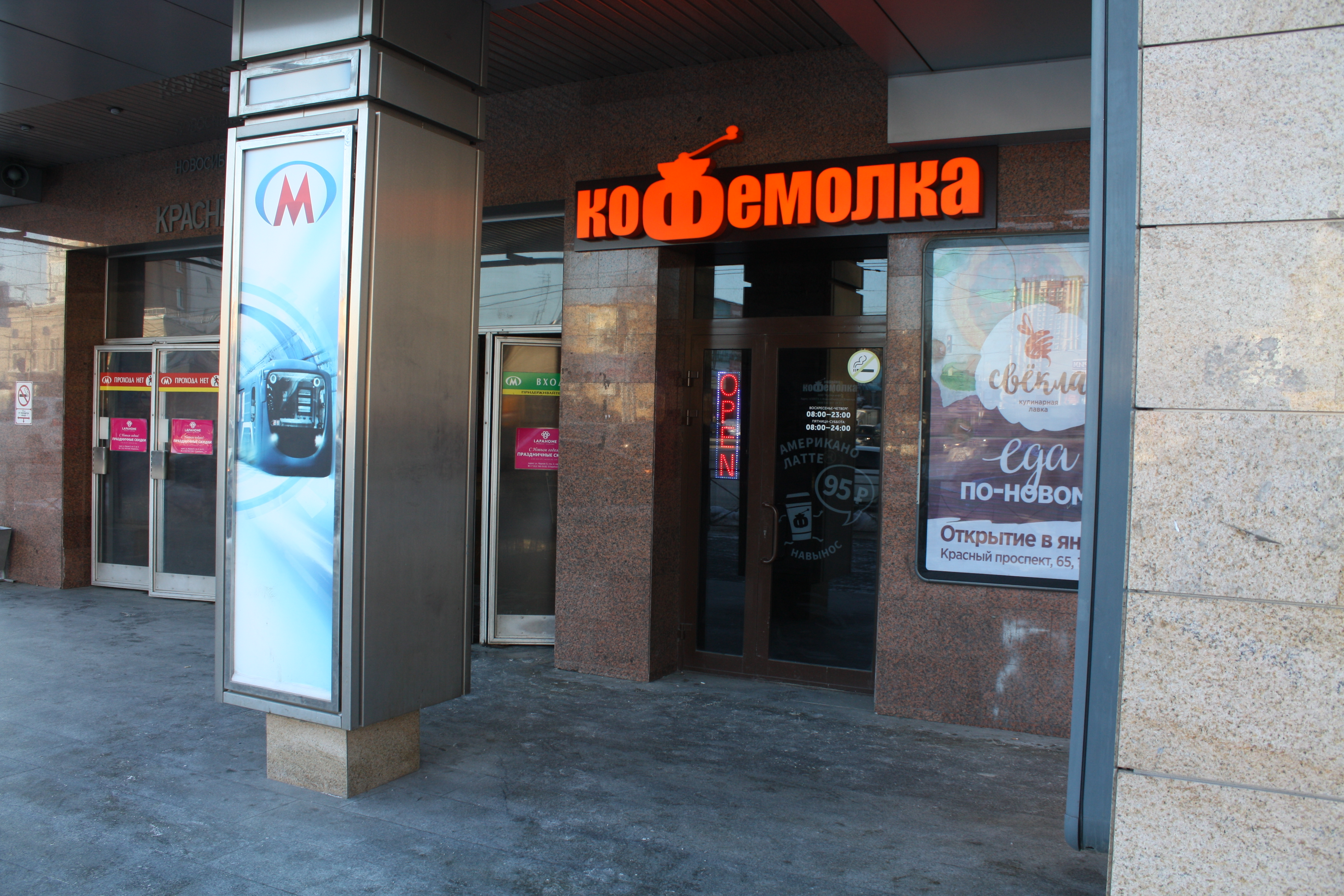
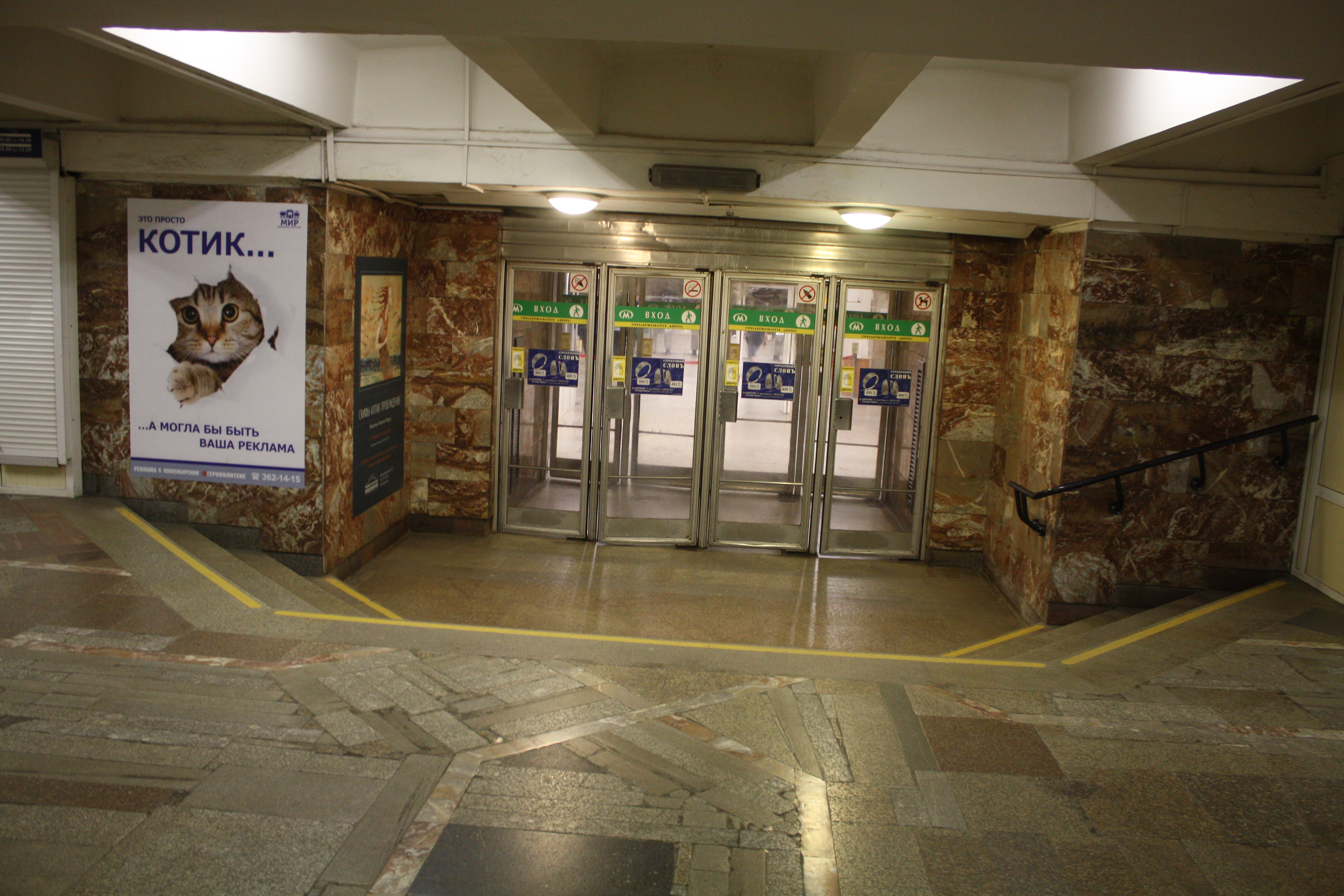
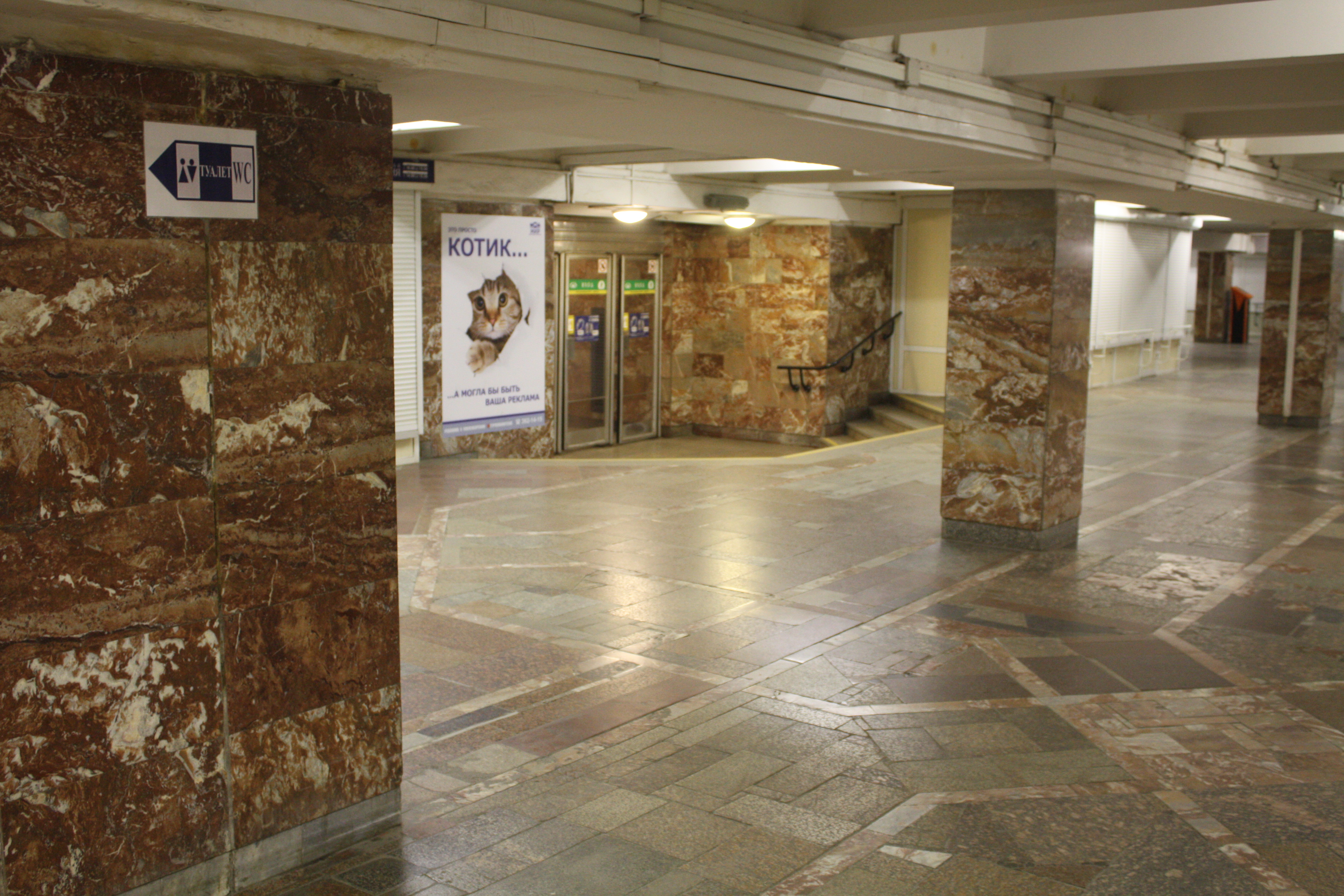

### Desserte
Krasny Prospekt est desservie par les rames de la ligne Leninskaïa.

Installations et desserte
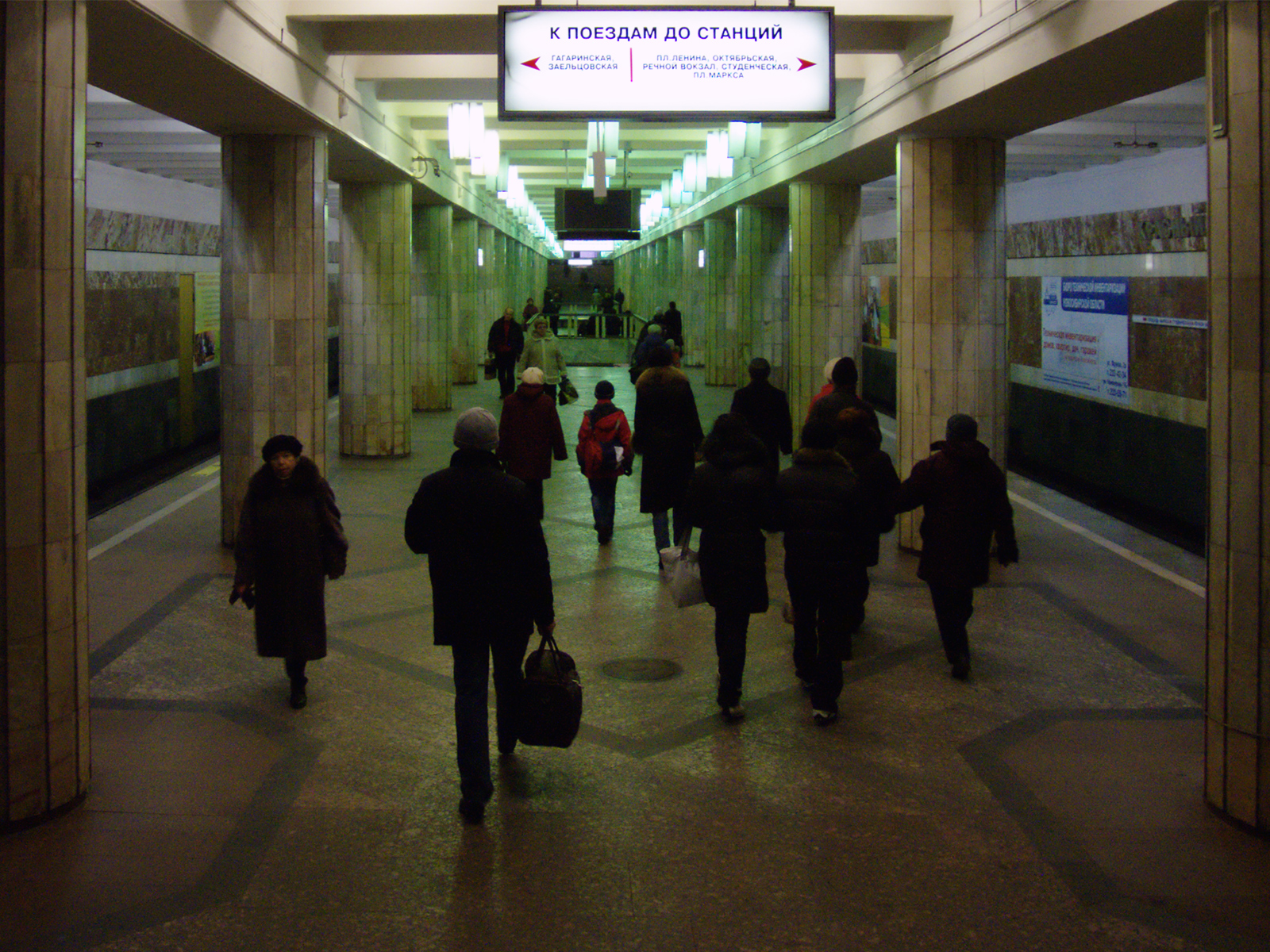
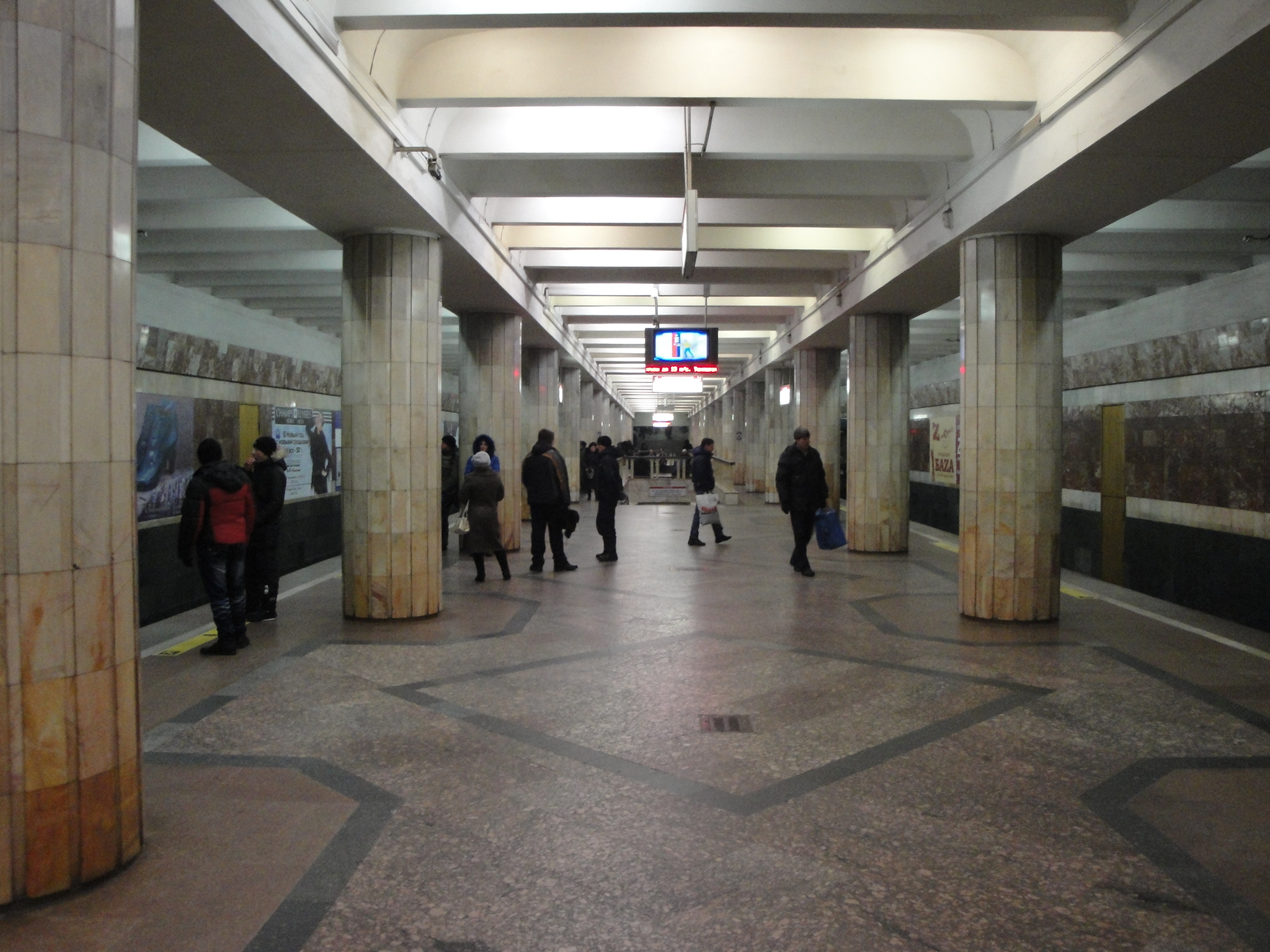